# Fernando Colunga
Fernando Colunga Olivares (Mexico-Stad, 3 maart 1966) is een Mexicaans acteur

## Biografie
Colunga is de zoon van de ingenieur Fernando Colunga en zijn vrouw Margarita Olivares. Als jonge man begon hij civiele techniek te studeren, bezat een ijzerhandel, was autodealer, werkte als klerk en barman, maar was altijd van plan om acteur te worden. Hij begon als filmacteur tot hij in 1988 als dubbelacteur werkte voor acteur Eduardo Yáñez in de telenovela Dulce desafío, voornamelijk in motorscènes. In 1990 schreef hij zich in bij het Artistic Education Center (CEA) van Televisa. Hij werd bekend door een rol in de Mexicaanse versie van Sesamstraat. Hij verscheen in shows zoals La telaraña, La hora marcada en Todo de todo.
In het begin verscheen het in soaps zoals de Mexicaanse telenovela Cenizas y Diamonds, Madres egoístas en María Mercedes. In 1993 bood Carla Estrada hem een leidende rol aan in de telenovela Más allá del puente met María Sorté. Na deze telenovela speelde hij in 1994 in de telenovela Marimar en in de film Bésame en la boca.
In 1995 nam hij de rol van luitenant Raúl Gutiérrez op zich in de telenovela Alondra. Twee jaar later speelde hij samen met Leticia Calderón in Esmeralda. Later maakte hij een uitstapje naar het theater met Unoriginal Sin, waar hij naast Chantal speelde; ze speelden het stel Bill en Jenny die een ongelukkig huwelijk verpestten.
Zijn volgende telenovela was La usurpadora in 1998, een jaar later speelde hij in de telenovela Nunca te olvidaré met Edith González. Hij nam ook deel aan de telenovela Cuento de Navidad in 2000 en speelde een leidende rol in de telenovela Abrázame muy fuerte naast Victoria Ruffo, César Évora en Nailea Norvind.
Na een succes in de historische soap Amor real ging ze terug naar het theater. Samen met César Evora bewerkte hij scripts en bracht hij Death Trap op het podium. Na er een paar maanden mee te hebben getourd, werkte hij in 2005 voor de telenovela Alborada, een historisch verhaal dat zich afspeelt in Mexico in de 18e eeuw. In de daaropvolgende jaren speelde hij ook hoofdrollen in Mexicaanse telenovela's zoals "Pasión, Porque el amor manda en Pasión y poder.

## Filmografie

### Telenovelas
- Dulce desafío (1988-1989)
- Cenizas y diamantes (1990)
- Alcanzar una estrella II (1991)
- Egoïstische moeders ( adres egoístas) (1991) - Jorge
- María Mercedes (1992-1993) - Chicho
- Más allá del puente (1993-1994) - Valerio Rojas
- Marimar (1994) - Adrián Rosales
- Wings of Destiny (Alondra) (1995) - Raúl Gutiérrez
- María la del Barrio (1995-1996) - Luis Fernando de la Vega
- Esmeralda (1997) - José Armando Peñarreal
- La usurpadora (1998) - Carlos Daniel Bracho
- Nunca te olvidaré (1999) - Luis Gustavo Uribe
- Cuento de navidad (1999-2000) - Jaime
- Abrázame muy fuerte (2000-2001) - Carlos Manuel Rivero
- Navidad sin fin (2001-2002) - Pedro
- Amor real (2003) - Manuel Fuentes Guerra
- Alborada (2005-2006) - Luis Manrique y Arellano
- Pasión (2007-2008) - Ricardo de Salamanca y Almonte
- Mañana es para siempre (2008-2009) - Eduardo Juárez Cruz / Franco Santoro
- Soy tu dueña (2010) - José Miguel Montesinos
- Porque el amor manda (2012-2013) - Jesús García
- Pasión y poder (2015-2016) - Eladio Gómez Luna Altamirano

### Programma's
- XHDRBZ (2002) - Raúl
- Plaza Sésamo (1995-1997)
- Mujer, casos de la vida real (1994)
- Te olvidaré (1994)
- La telaraña (1988)

### Bioscoop
- Ladrones (2015) - Alejandro Toledo[1]
- Ladrón que roba a ladrón (2007) - Alejandro Toledo
- Bésame en la boca (1995) - Arturo
- Esclavos de la pasión (1995)
- La guerrera vengadora (1988)

### Muziekvideo's
- Loca (2004) door Ana Bárbara